# Аком, Лайош
Лайош Аком (венг. Ákom Lajos, также Людвиг Аком, нем. Ludwig Akom; 7 марта 1895, Маргита, Австро-Венгрия (ныне Румыния) — 18 мая 1967, Будапешт) — венгерский органист и композитор.
Окончил Будапештскую академию музыки, ученик Дежё Антальфи. Гастролировал в Австрии, Италии, Швейцарии. С 1921 года и до конца жизни органист будапештской Реформатской церкви, на здании которой в 2017 году была установлена мемориальная доска.
Автор многочисленных органных сочинений. В 1937—1942 гг. выступал также как кинокомпозитор.
В 1930—1931 гг. преподавал в Будапештской академии музыки, в разное время также давал частные уроки (его учеником был Юлиан фон Каройи).